# Liste des ponts des Hauts-de-France protégés aux monuments historiques
 (mai 2025).
Cet article recense les ponts protégés aux monuments historiques dans les Hauts-de-France, en France.

## Liste
| Édifice           | Département | Commune                       | Coordonnées                      | Notice         | Protection        | Illustration               |
| ----------------- | ----------- | ----------------------------- | -------------------------------- | -------------- | ----------------- | -------------------------- |
| Ponts Bernard     | Aisne       | Armentières-sur-Ourcq, Breny  | 49° 11′ 02″ nord, 3° 22′ 18″ est | « PA02000028 » | Inscrit MH (2001) | Ponts Bernard              |
| Ponts de Fascines | Oise        | Breuil-le-Sec, Breuil-le-Vert | 49° 22′ 16″ nord, 2° 26′ 30″ est | « PA00114553 » | Inscrit MH (1936) | Image manquante Téléverser |
| Pont Saint-Louis  | Oise        | Compiègne                     | 49° 25′ 07″ nord, 2° 49′ 19″ est | « PA00114636 » | Inscrit MH (1935) | Pont Saint-Louis           |